# Guillaume Le Testu
Guillaume Le Testu, de vegades anomenat Guillaume Le Têtu (c. 1509-12 - 29 d'abril de 1573), va ser un corsari, explorador i navegant francès. Va ser un dels cartògrafs més importants del seu temps i un autor dels mapes de Dieppe. Els seus mapes es distingien per la seva sofisticació i detall; van influir en generacions de cartògrafs, navegants i exploradors.
Le Testu va tenir èxit com a corsari durant els primers anys de les guerres de religió franceses. El 1573, ell i Sir Francis Drake van atacar un tren de mules espanyol que escortava or i plata a Nombre de Dios a la costa atlàntica de Panamà, i posteriorment va ser assassinat després de la seva captura pels espanyols.
Els suggeriments que Le Testu podria haver cartografiat (o fins i tot visitat) Austràlia es basen en: primer, la representació dels seus mapes d'una gran illa (o continent), al sud de Java, que Le Testu va identificar com la Jave la Grande ("Java Major" o "Gran Java") esmentat per Marco Polo (i en el seu moment era conegut com a Terra Australis ) i en segon lloc, la incorporació de Le Testu en aquests mapes d'ocells que s'assemblen als cignes negres i als casuaris, ambdós originaris d'Austràlia. Tanmateix, no va afirmar haver vist Jave la Grande en persona i molts cartògrafs de l'època van incorporar elements hipotètics, mitològics o fantàstics, una pràctica que és evident que també és certa a Le Testu. Els seus mapes també mostraven unicorns i criatures monstruoses com serps gegants de 200 metres de llarg, basiliscs, sàtirs, Blemmyes (humans sense cap) i cinocefàlics (humans amb cap de gos).
L'obra de Le Testu va ser utilitzada per l'almirall Gaspard de Coligny i els hugonots francesos amb l'esperança d'establir-se al Brasil, Florida, el Carib i fins i tot la Terra Australis derivada de "Jave la Grande" de Le Testu. Tanmateix, aquests intents van ser abandonats després de l'assassinat de Coligny el 1572 i la mort de Le Testu l'any següent.

## Biografia

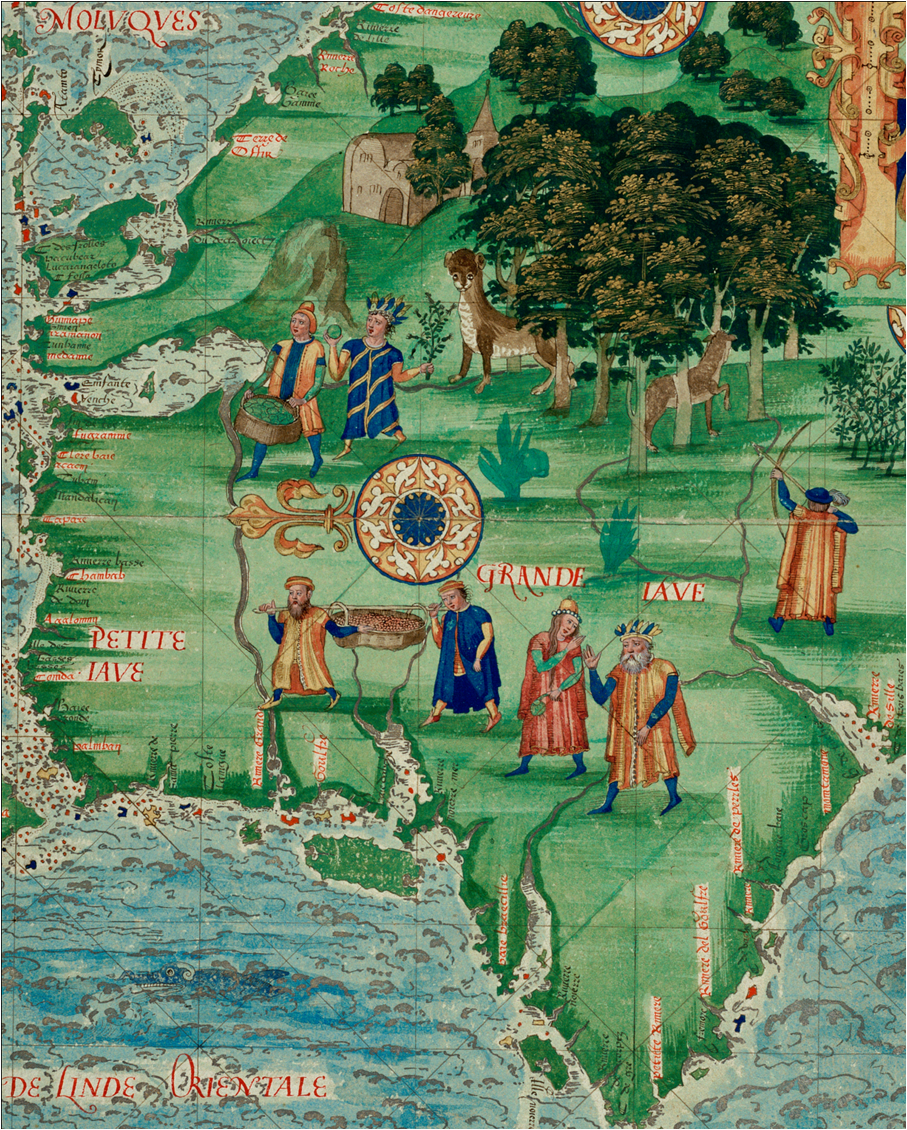
Guillaume Le Testu, Jave la Grande, a Cosmographie Universelle, 1555/56.
Cal tenir en compte que el nord és a l'esquerra

Guillaume le Testu va néixer al voltant de 1509-1512, a Le Havre, Normandia o també s'ha dit a Grasse, Provença.
Va ser un dels últims estudiants a rebre ensenyament de cartografia a la famosa escola de Dieppe. Le Testu va participar posteriorment en viatges d'exploració per l'oceà Atlàntic.
L'any 1550, Le Testu va rebre l'encàrrec del rei Enric II de crear un mapa de les Amèriques, particularment on comerciaven els francesos. El juny de 1551, va navegar cap al Brasil amb una missió d'exploració i reconeixement d'Enric II, traçant cartografia fins al riu de la Plata. El seu vaixell, el Salamandre, va arribar al sud fins a 26 de latitud a una distància bastant més enllà de l'actual Rio de Janeiro. A finals de desembre, es va involucrar en un tiroteig amb dos vaixells portuguesos prop de Trinitat i va patir greus danys al seu vaixell, tot i que va tenir èxit en mapejar gran part de la costa sud-americana quan va tornar a Dieppe el juliol de 1552.
Le Testu també va participar en la fundació d'una colònia francesa prop de Rio de Janeiro el 1555.

El 1555 o 1556, Le Testu va compondre un atles mundial titulat Cosmographie Universelle selon les Guillaume Le TestuNavigateurs, tant anciens que modernes i, en conseqüència, va rebre el títol de Pilote Royale per Enric II. La Cosmographie Universelle contenia 56 mapes, segons es diu, basats en gràfics que Le Testu havia dibuixat personalment a mà durant les seves expedicions. 
Cosmographie Universelle selon les Navigateurs, tant anciens que modernes (1555/56).
La present Figura conté una part de Jave la Grande [Java Major], que està situada a la part sud de la Zona Temperada. Els habitants d'ella són idòlatres, ignorants de Déu, i en ella creix nou moscada amb clau, i diversos altres tipus de fruites i espècies... Es tracta de La Grant Jave [Java Major], i La Petite Jave [Java Minor] en què hi ha vuit Regnes. Els homes d'aquests dos països són idòlatres i malvats. Diverses formes d'espècies creixen en aquestes dues regions, com ara nou moscada, clau i altres espècies ... Aquesta Terra forma part de l'anomenada Terra Australis, per a nosaltres Desconeguda, de manera que el que aquí està marcat és només des de la Imaginació i l'opinió incerta; per a alguns diuen que La Grant Jave [Java Major] que és la costa oriental de la mateixa és la mateixa terra de la qual la costa occidental forma l'estret de Magallanes, i que tota aquesta terra està unida ... Aquesta Part és la mateixa Terra del sud anomenada Austral, que encara no ha estat descoberta, ja que no hi ha constància que ningú l'hagi trobat encara i, per tant, no se n'ha comentat res més que de la Imaginació. No he pogut descriure cap dels seus recursos, i per això deixo de parlar-ne més fins que s'hagi fet un descobriment més ampli, i per molt que he escrit i anotat noms a diversos dels seus caps això només ha estat per alinear les peces aquí representades a les opinions dels altres i també perquè els que hi naveguen estiguin en guàrdia quan són d'opinió que s'acosten a la dita Terra... Aquesta peça és una part de la Terra del Sud o Terra Australis, de la Imaginació situada sota la Zona Frígida, ja que alguns opinen que la Terra de l'Estret de Magallanes i La Grande Java [Java Major] estan unides. Això encara no se sap amb certesa, i per aquesta raó sóc incapaç de descriure els seus recursos.

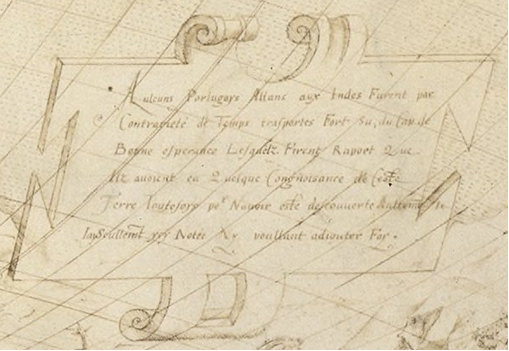
Alguns portuguesos que anaven a les Índies van ser transportats, per condicions meteorològiques adverses, molt al sud del cap de Bona Esperança. Van informar que havien tingut algun coneixement d'aquesta terra. No obstant això, no havent estat descobert d'una altra manera, només ho he assenyalat aquí, sense voler afegir-hi credibilitat]. Guillaume Le Testu, Mappemonde en deux hémisphères, Le Havre, 1566. Le Testu, Mappemonde, 1566.

Aquest atles exaltava els triomfs militars i els somnis imperialistes de la monarquia francesa, i estava dedicat al mentor i mecenes de Le Testu, l'almirall Gaspard de Coligny, que tres anys abans havia esdevingut líder dels hugonots. El manuscrit es basava en gràfics de fonts franceses, espanyoles i portugueses subministrades per Coligny. En aquest atles es van incloure dotze cartes de Jave le Grand/Terra Australis, que Le Testu va situar al sud de les Moluques. Le Testu va comentar: "No obstant això, el que he marcat i representat és només per imaginació, i no he observat ni remarcat cap de les mercaderies o incomoditats del lloc, ni les seves muntanyes, rius o altres coses, perquè encara no hi ha hagut mai. estat qualsevol home que n'hagi fet un cert descobriment". Coligny va donar suport posteriorment a una proposta dels germans d'Albagno, d'una expedició a Terra Australis per investigar la possibilitat d'una colònia francesa allà.
Tres segles més tard, l'erudit anglès Edward Jenks va suggerir que un gràfic que es diu que va ser creat el 1542 i que més tard es va mantenir al Museu Britànic podria haver estat la font de Le Testu per a Jave la Grande. La Cosmographie Universelle (1555) i l'atles mundial (1556) de Le Testu es troben a la Bibliothèque Nationale de París. Es deia que el mapa, va dir Jenks, era "propietat d'un home anomenat Rotz, un mariner francès que va passar una part de la seva vida a Anglaterra". Jenks va comentar: “Aquest fet dona color a l'afirmació dels francesos, que el seu compatriota, Guillaume le Testu, va ser el veritable descobridor d'Austràlia. L'afirmació es basa principalment en el fet que el nom de Testu apareix en un mapa datat l'any 1555, on es descriu un continent del sud, anomenat Jave la Grande ("Gran Java"). Però aquest fet, és clar, només demostra que Testu havia sentit parlar d'un país així. . ."
Els anys següents van veure l'esclat de les guerres de religió franceses, guerres civils entre els hugonots i els catòlics; el 1567, Le Testu va fer costat als hugonots protestants, realitzant incursions de corsaris durant dos anys abans de la seva captura pels catòlics. Va romandre empresonat durant més de quatre anys fins que va ser posat en llibertat per ordre del rei Carles IX, a causa d'interès públic en el seu nom.

### Incursió a Nombre de Dios i mort
El 23 de març de 1573, Le Testu es va trobar inesperadament amb Sir Francis Drake prop de "Cabo de Cativas", prop de Cativá, Panamà. Le Testu estava al comandament del vaixell de guerra Havre (o New Haven ) de 80 tones amb una tripulació de setanta; tot i que es desconeix quina era la missió de Le Testu, potser hi havia estat a instàncies d'un patrocinador italià. Segons informa, va regalar a Drake una cimitarra, antigament pertanyent al condoller Piero Strozzi, en nom de Coligny. Va ser durant aquesta reunió, després d'haver donat notícies de la massacre del dia de Sant Bartomeu, que es va oferir a unir-se a Drake en una incursió final contra un tren de mules espanyol que es dirigia a Nombre de Dios abans d'abandonar la zona.
Ell i Drake van navegar amb la seva flota combinada cap al "Riu Francisco" (probablement Rio Cuango, prop de Cuango, Panamà). Le Testu i Drake van aterrar amb els seus homes a l'est de Nombre de Dios. Le Testu tenia 70 homes sota el seu comandament mentre que el mateix Drake liderava 31 homes, inclosos els seus aliats Cimarron. Quan els seus vaixells van marxar, amb l'ordre de tornar-los en quatre dies, el grup es va dirigir terra endins a un lloc a dues llegües al sud de la ciutat, arribant el 29 d'abril, on esperaven el tren de mules espanyols. Va ser poc després de la seva arribada que el grup va sentir campanes a la llunyania que indicaven l'arribada de la caravana. Els exploradors de Cimarrons també van advertir del seu enfocament informant de la mida de la caravana formada per gairebé 200 mules cadascuna amb fins a tres-centes lliures de tresor. Drake havia escollit el lloc per a l'emboscada, creient que els espanyols estaven més vulnerables quan s'acostaven al seu destí després de viatjar a través de quilòmetres de jungla, per agafar el tren de mules desprevingut en un atac sorpresa. Van fer fora els guàrdies espanyols, encara que a costa de diversos cimarrons i francesos.
L'atac va ser tot un èxit i prop de 30 tones d'or i plata van ser capturades per Drake i Le Testu. Els corsaris es van endur entre 80.000 i 100.000 pesos d'or: de fet, hi havia tant tresor que els corsaris no van poder endur-se tota la plata i van enterrar el que quedava. La quota de Le Testu va arribar a 20.000 lliures. Tanmateix, va resultar greument ferit durant el primer assalt i va optar per descansar amb dos dels seus homes al costat de la carretera fins que pogués viatjar. Mentre la resta del grup continuava reunint-se amb la cita prevista amb la seva flota, van descobrir una flota espanyola que els esperava. Drake es va veure obligat a construir una bassa i navegar cap a una illa a unes tres llegües de mar, on va contactar amb els seus propis vaixells. A bord amb la seva tripulació una vegada més, va enviar un grup de rescat a La Testu. Quan els homes de Drake van tornar, van informar que Le Testu i els seus homes havien estat capturats per soldats espanyols i executats. Le Testu va ser decapitat. Un dels seus homes també havia estat torturat fins que va revelar la ubicació de la major part de la plata enterrada. El cap de Le Testu va ser portat de nou a Nombre de Dios on es va exposar al mercat.
Els homes de Drake havien aconseguit trobar una mica de plata que s'havia perdut, que van portar de tornada per dividir-se entre les tripulacions anglesa i francesa abans de navegar de tornada cap a Europa. Tanmateix, els francesos supervivents es van queixar que els anglesos s'havien endut la majoria dels beneficis.
És possible que Le Testu esmentés plans per a una expedició a Jave la Grand/Terra Australis a Drake i els seus associats, i/o inspirés d'una altra manera el viatge de Drake a l'oceà Pacífic i la circumnavegació del món durant 1576–1578.